# Тарковский, Абу-Муслим-Хан
Князь Абу-Муслим-Хан Тарковский (1797, Тарки, Тарковское Шамхальство — 1860, Темир-Хан-Шура, Российская империя) — шамхал Тарковский (с 1836 года), титулованный князь Российской империи (с 1849 года), владетель Буйнакский, вали (наместник) Дагестанский, генерал-лейтенант Российской императорской армии (с 1846 года), генерал-адъютант Свиты Его Императорского Величества (с 1856 года). За всю историю Российской империи кроме него высшего свитского звания были удостоены лишь двое подданных Императора Всероссийского из числа мусульман — Гусейн-Хан Нахичеванский (военачальник, генерал от кавалерии, командовавший элитными кавалерийскими частями Российской императорской армии) и Сеид Алим-хан (последний в истории эмир Бухарского эмирата). Проводил, как и его отец Мехти II Тарковский, политику сближения с Российской империей и являлся одним из основных ее союзников в Кавказской войне.

## Биография
Родился в 1797 году в селении Тарки в первой резиденции Тарковского шамхальства, в семье шамхала Мехти II и второй его жены Севдюк-бике. В отличие от старшего брата Сулейман-паши, Абу-Муслим-Хан, часто ослушался отца и был изгнан им из родового селения Тарки сначала в аул Анжи, затем по просьбе общества Кафыр-Кумук переехал туда и впоследствии сделал это селение своей резиденцией.
После смерти старшего брата в 1836 году инвеститурной грамотой императора Николая I утверждён в достоинстве шамхала Тарковского, владетеля Буйнакского и валия Дагестанского с дозволением носить перо на шапке.
До конца XVIII века Шамхальство Тарковское было пусть и вассальным по отношению к Российской империи, но независимым государством. В период правления Абу-Муслим-Хана Тарковского оно вошло в её состав на правах автономного феодального образования (часть налогов и податей продолжали поступать в доход дома Шамхалов, а не в имперский доход).
По времени период его правления совпал с периодом имамства Шамиля (1834—1859). Друг другу они были ненавистными врагами. Войска имама, часто досаждали своими внезапными набегами владения шамхальства. В связи с этим, Шамхал Абу-Муслим-Хан Тарковский являлся одним из основных союзников России в Кавказской войне. Восставшие горцы прибегали к разбою на его землях, хотя и в меньшей мере, чем на землях других феодалов. Он принимал личное участие в боевых действиях против Шамиля, жестоко наказывая своих подданных за сотрудничество с повстанцами. В 1843 году Шамиль блокировал шамхала в Темир-Хан-Шуре, в это время имам разграбил усадьбу Абу-Муслим-Хана в Казанище и на трёхстах ишаках вывез богатства шамхала в горы. После этого Абу-Муслим начал строительство нового дворца на высокой скале у подножья Кафыр-Кумука, для возведения этой крепости-дворца Абу-Муслим-Хан пригласил каменотёсов со всего Дагестана. Умер в 1860 году и похоронен в селении Кафыр-Кумук.
Главной причиной конфликта Шамхалов с Шамилем была теократическая природа политической системы Северо-Кавказского имамата. Заложенные в ней принципы справедливости и эгалитаризма делали действия повстанцев привлекательными для местного населения. Данное обстоятельство входило в объективное противоречие с классовыми интересами древней родовой аристократии, с её многовековыми феодальными привилегиями.
Благодаря своему положению, богатству и заслугам перед престолом Абу-Муслим-Хан Тарковский был интегрирован в имперскую элиту. В круг его друзей входили А. А. Бестужев-Марлинский, князь А. И. Барятинский, граф П. Х. Граббе. В качестве почётного гостя он присутствовал на коронации императора Александра II.

## Карьера
- В 1832 году произведён в майоры, за военные отличия в делах против горцев.
- В 1836 году произведён в полковники, с началом вступления в достоинство шамхала.
- В 1837 году произведён в генерал-майоры.
- В 1846 году произведён в генерал-лейтенанты.
- В 1856 году назначен генерал-адъютантом Его Императорского Величества, на коронации императора Александра II[6][7].

## Награды
- Орден Святого Станислава I степени (1841)
- Орден Святой Анны I степени (1842)
- Орден Святого Владимира II степени (1846)
- Орден Святой Анны I степени с императорской короной (1853)[8]

## Семья
Абу-Муслим-Хан был трижды женат. Первая жена, Солтанат-бике Аварская, дочь Султана Ахмед-хана Аварского, родила ему сына Шамсутдина. От других двух браков имел сыновей Далгата (?—1852), отца Джамалутдина Тарковского, и Хана (1850—?), отца Нух-бека Тарковского.

## Герб

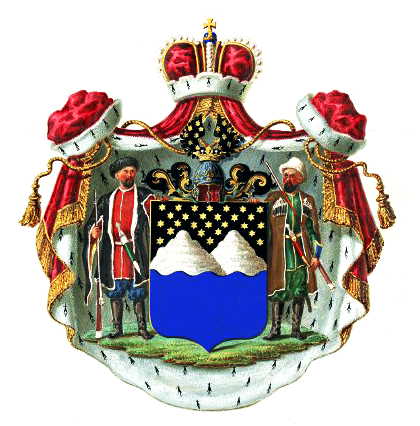
Герб князя Тарковского

Герб князя Тарковского внесён в Часть 12 Общего гербовника дворянских родов Российской империи.
Щит пересечён волнообразно. В первой чёрной половине, усеянной золотыми звёздочками, серебряная гора о двух вершинах, вторая половина лазоревая. Щит увенчан княжеским коронованным шлемом. Нашлемник: два чёрных орлиных крыла, усеянных золотыми звёздочками. Щитодержатели два вооруженных жителя Шамхальского владения. Намет: чёрный с золотом. Герб украшен червлёной, подбитой горностаем мантией с золотыми кистями, бахромой и увенчан княжеской короной.

## Галерея

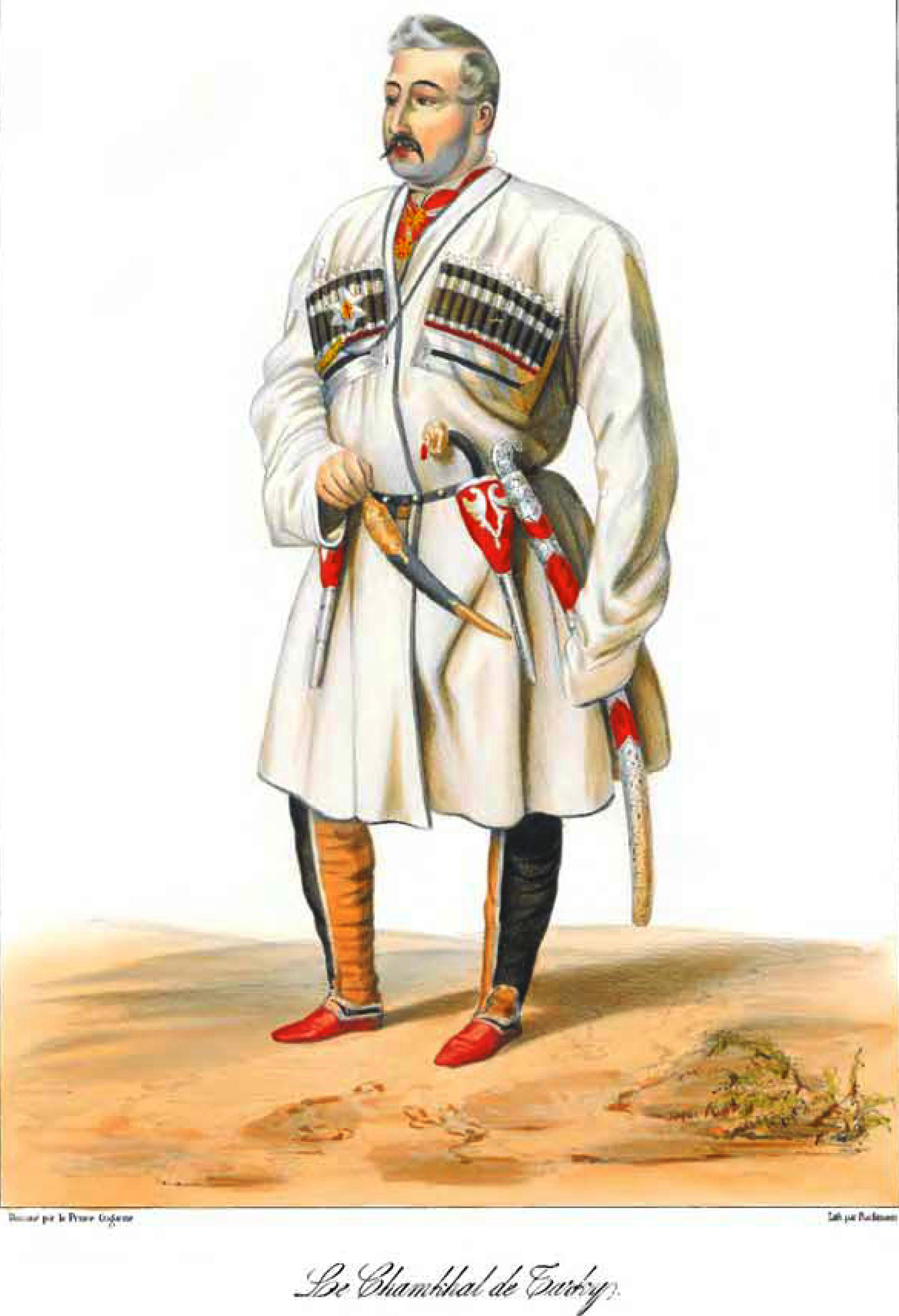
худ. Г. Г. Гагарин, (1845 г.)
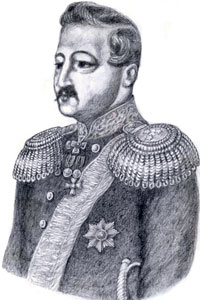
Рисунок князя Г. Г. Гагарина
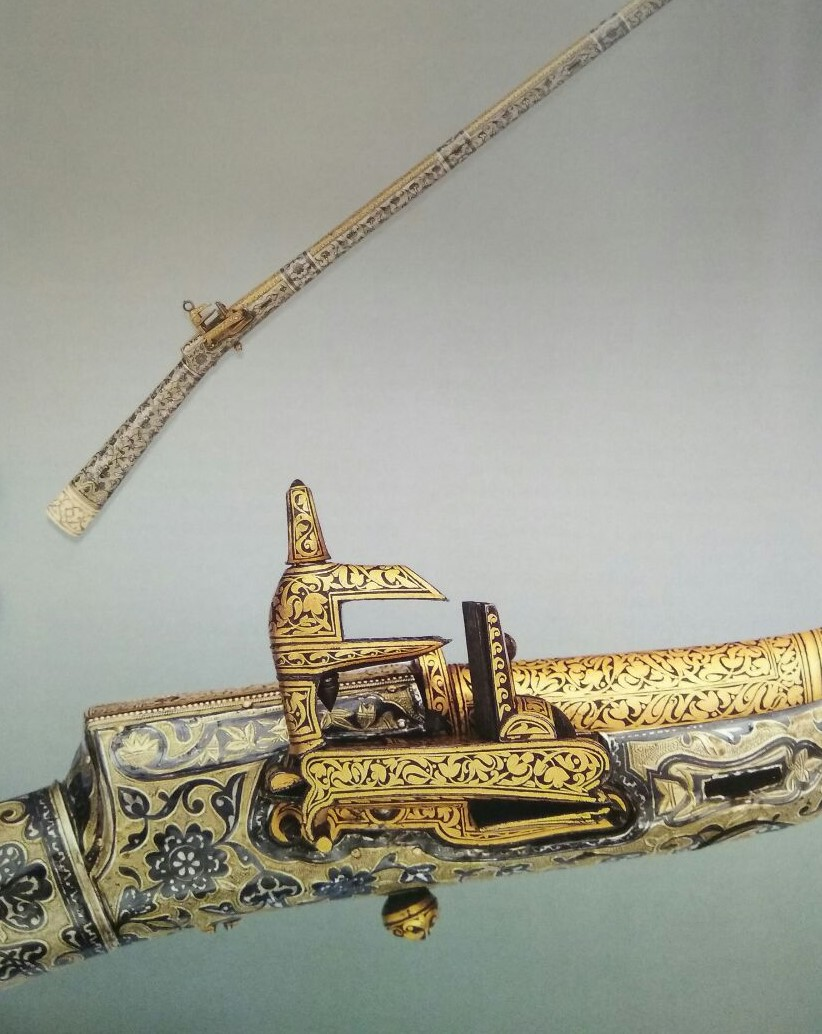
Ружьё шамхала Абу-Муслим-Хана, ок. 1800—1850 гг. Metropolitan Museum of Art, New-York